# Радянське кіно
«Радянське кіно» (с укр. — «Советское кино») — художественно-критический журнал украинской советской кинематографии, печатный орган Главного управления кинофотопромышленности при Совете Народных Комиссаров УССР («Украинфильм»), с 1937 года — орган управления по делам искусств при Совете Народных Комиссаров УССР.
Выходил в Киеве в 1935—1938 годах. Освещал проблемы теории и истории кинематографии, киноискусства, на страницах журнала ставились вопросы подготовки квалифицированных киноактёров, помещались статьи о видных советских и зарубежных кинорежиссёрах, рецензии, отрывки из сценариев, обзоры музыки кино, детских фильмов и тому подобное. Освещалась работа киевской и одесской кинофабрик. Рассматривались вопросы экранизации украинских произведений, народных песен и др.
Всего вышло 26 номеров.